# Brabazon Ponsonby (1er comte de Bessborough)
Brabazon Ponsonby, 1er comte de Bessborough (1679 - 4 juillet 1758) est un homme politique britannique et un pair.

## Biographie
Il est le fils de William Ponsonby (1er vicomte Duncannon) et de Mary Moore. Il est un homme politique actif de 1705 à 1757 en Grande-Bretagne et en Irlande. Il représente Newtownards (de 1705 à 1714) et le comté de Kildare (1715 à 1724) à la Chambre des communes irlandaise. Il est Conseiller privé le 10 mai 1727, maréchal de l'Amirauté d'Irlande de 1751 à 1752, Lord Justice en Irlande de 1754 à 1755 et de 1756 à 1757, vice-amiral de Munster en 1755. Il hérite de la vicomté de son père en 1724 et est nommé comte de Bessborough dans la pairie d'Irlande en 1739. Il est enterré à Fiddown, dans le comté de Kilkenny, en Irlande.

## Famille
Il épouse Sarah Margetson, (décédée le 21 mai 1773), fille de John Margetson et Alice Caulfeild, en 1704. Sarah est mariée auparavant à Hugh Colvill. Ils ont :
- Sarah Ponsonby (19 janvier 1736 ou 1737) mariée à Edward Moore (5e comte de Drogheda)
- William Ponsonby marié le 5 juillet 1739 à Caroline Cavendish[1]
- John Ponsonby (29 mars 1713 - 16 août 1787) marié le 22 septembre 1743, Lady Elizabeth Cavendish
- Letitia Ponsonby (vers 1720 - 9 février 1754), mariée le 3 novembre 1742, à Hervey Morres (1er vicomte Mountmorres)